# Андора ла Веля
Андора ла Веля (на каталонски Andorra la Vella, буквално „Старата Андора“) е столицата на Андора и се намира високо в източните Пиренеи, между Франция и Испания. През 2015 г. в града живеят 22 886 души.
Най-забележителна и най-стара е сградата „Домът на долината“. Високата ѝ кула е първото, което се вижда, когато влезеш в долина на река Валира. Построена е през XIV в., някога е служила за затвор. Сега е седалище на парламента и правителството.
Андора ла Веля е също една от 7-те общини, на които е поделена страната.